# 팔로군
팔로군(중국어 간체자: 八路军, 정체자: 八路軍, 병음: bālù-jūn)은 1937년 7월 중일전쟁이 발발하자 중국 공산당 휘하 독립적 성향을 가진 부대로 중국 국민혁명군 예하 제8로군(1937.8)으로 편성됐고, 얼마 뒤 제18집단군(1937.9)으로 개편됐지만 팔로군이라고 계속 불리었다. 이로써 1937년 9월 제2차 국공합작이 형성됐고, 팔로군은 신사군(1937.10)과 함께 화베이 지방에서 항일전의 유격전을 담당했다. 이후 국공내전 기간에 중국 공산당의 승리에 크게 기여했다.

## 개요
마오쩌둥은 군벌이나 열강에 대항하려면 민중에 의한 혁명 운동으로는 한계가 있다는 것을 인식하고 있었다. 한편 중국 국민당에서는 1920년대 1차 국공 내전 당시 빈약한 장비를 갖추고 있었지만 군대의 수나 재정적 기반을 유지하고 있었다. 장개석은 군대를 이용해 상하이 쿠데타(중국어: 四·一二事件)를 부흥시켰고, 제１차 국공 합작을 붕괴시켰다. 중국 공산당은 이 씁쓸한 경험으로부터 배워 독자적인 군대를 창설해야 했다.
중국 공산당에 기회가 되었다. 마오쩌둥에 의한 인민전쟁 이론(「점화한 적군을, 인민의 바다안에 매장한다」―인해전술)에 따라, 공산당은 중국 각지에의 침투 공작을 적극적으로 행했다. 공산당에 협조적인 지역을 넓히는 것이 목적이었다. 이러한 활동의 결과 공산당 세력은 풀뿌리처럼 증식하였고 중일 전쟁이 끝난 1945년 980,000명 정도의 게릴라 군을 모으게 된다.
그러나 1937년에 중일 전쟁이 발발하면서 이후 8년동안 중국을 전쟁의 참화로 몰아넣었다. 무기와 군사력에서 절대적으로 열세였던 국민당 정부군은 전쟁 직후부터 일본에 밀리기 시작하여 충칭으로 임시수도를 옮기고 서부 산악지대를 근거로 지구전을 펼쳐야 했다. 팔로군은 일본군에 제대로 반격 한번 해보지 못했다. 반면 일본은 동부해안지대에서 북경-서안-장사-계림에 이르는 지역을 점령하고 중국군을 궤멸 직전까지 몰아갔다. 중국 국민당의 국민 혁명군과 중국 공산당 휘하에 있던 팔로군은 전쟁기간동안 일본에 일방적으로 밀리기만 했다.
1945년 8월 미국이 히로시마와 나가사키에 원자폭탄을 투하하고 소련이 8월 8일 대일 선전포고를 하고 만주로 진격하자 전세는 역전되었다. 일본의 패전 후, 국공 내전이 재개하면서 팔로군은 더욱 큰 힘을 발휘하게 된다. 만주의 할힌골 전투(러시아어: Бои на Халхин-Голе)에서 승리한 소련군은 관동군의 장비를 접수하였고 이것을 그대로 팔로군에게 주었다. 또 일본군의 군인이나 민간인을 팔로군에 가세하는 것으로 군사 기술이나 전문 기술을 얻을 수 있었다. 공군이 없었던 팔로군은 일본군의 항공 부대의 장교를 회유하여 항공대원을 양성하였고, 포병 전술, 전략 측이 미비하여 기본적으로 체계화된 일본군의 포병 전략을 베이스로 삼았다. 또한 팔로군 내 조선인이 간호, 의사들 그리고 좌익 아나키스트 계열의 항일군이었던 조선의용대를 필두로 국공 내전의 여러 전투에서 승리했다. 승리하고도 팔로군은 긴 세월에 걸쳐 징용을 계속했고 팔로군은 국민당군과의 싸움에서 최종 승리하여 1949년 10월의 중화인민공화국 건국에 큰 역할을 완수했다.

## 활동 지역
팔로군은 주로 관동군 점령지역의 후방 교란과 게릴라전을 담당했다. 1940년 8월에는 화북에서 백단 대전이라고 하는 철도나 탄광에 대한 대규모 게릴라 공세를 실시했지만, 관동군은 이 팔로군을 효과적으로 상대하기 위해 특수치안부대, 간도특설대를 미리 조직하였고 팔로군 일부는 백단 대전에서 금세 소탕되었다.

## 전신 체계
당초 조직된 홍군(중국 공산당군)은 마오쩌둥 지휘하의 중국공농홍군과 남창 봉기로 주덕 밑의 홍군인 정강산에서 합류해 중국공농혁명홍군 제4군이 되어 후에 중국공농홍군 제4군(1928.5.25)이 되었다. 제4군은 서금의 중화 소비에트 공화국에 본거지를 두었지만, 5회에 걸치는 국민당군의 포위 공격에 맞아, 근거지를 떠나고 대장정을 시작하게 된다.

## 규모 및 규모 변화
팔로군은 비정규적인 게릴라 전을 구사하였으나 정규 전술을 썼던 국민당에 비해선 사상자가 적었다. 중국측 자료주장에 따르면 중국 공산당 휘하의 팔로군의 경우는 약 300,000명의 사상자가 있었다고 한다. 이후 팔로군은 소련에 의해 압수된 수많은 일본군측의 장비와 무기들을 소련측으로부터 흡수함으로써 비로서 정규적 전술을 펼칠 수 있는 군대를 만들수 있었으며, 팔로군의 숫자를 계속 늘릴 수 있었다.
- 국민혁명군 제8로군
  - 1937년 - 30,000명
  - 1938년 - 156,000명
  - 1940년 - 400,000명
  - 1945년 전반 - 300,000명
  - 1945년 후반 - 600,000 ~ 980,000명
- 중국 공산당
  - 1946년 - 1,200,000명

## 조직
국민당군은 미국으로부터의 원조를 받았지만 그 규모가 작아 몇몇 사단과 군단에만 장비가 보급되었음에도 중일 전쟁 기간 동안에 일본군과 주로 전투를 담당해 피해도 컸다. 하지만 팔로군은 병력 보존에 우위를 두어서 일본군과의 정면 결전을 피하는 경향이 있었다. 물론 평형관 전투나 백단대전 같이 팔로군이 병력을 동원해 일본군 상대로 선전한 전투도 있었지만 백단대전 이후 마오쩌둥이 일본군과 함부로 싸웠다고 펑더화이를 질책할 정도로 항일에 소극적이었다. 이 두 전투 외에는 대부분 시간을 해방구 확장, 심지어 국민당군을 공격하는데도 투자해 중일전쟁 전 옌안 인근에만 국한됐던 세력권이 종전 직후에는 만주, 옌안 인근지방, 산둥성 대부분과 화북 일부를 통치할 정도로 커졌다. 이러한 이유로 국민당군은 국공간 협정을 위반하고 양쯔강 이남까지 세력을 뻗치려던 팔로군에 대해서 적극 공세를 하는 경우도 있었다. 그 예로 신사군 사건이 일어났다.

## 소멸
1947년에 제2차 국공합작이 국민당군의 공격으로 붕괴하면서 팔로군은 신사군과 함께 중국 인민해방군에게 편입되었다. 현재 중국 인민해방군은 중국 공산당의 당군이며, 사실상 중화인민공화국의 정규군이다.

## 같이 보기
- 신사군
- 조선의용대
- 동북항일연군
- 중국 공산당
- 국민 혁명군
- 중국 국민당
- 중일 전쟁